# A Small Light
A Small Light é uma minissérie biográfica de drama de guerra criada por Joan Rater e Tony Phelan. Estreou na National Geographic em 1º de maio de 2023. A minissérie foi disponibilizada para transmissão no Disney+ e Hulu no dia seguinte. Recebeu ampla aclamação da crítica.

## Sinopse
A secretária Miep Gies ajuda seu empregador Otto Frank, sua família e outros refugiados judeus a se esconderem durante a Segunda Guerra Mundial, após a invasão alemã da Holanda.

## Elenco e personagens

### Principal
- Bel Powley como Miep Gies
  - Agi Tietjen como Miep jovem
- Joe Cole como Jan Gies
- Amira Casar como Edith Frank
- Billie Boullet como Anne Frank
  - Zoe Ponzo como Anne jovem
- Ashley Brooke como Margot Frank
  - Polly Sakoufaki como Margot jovem
- Liev Schreiber como Otto Frank

### Recorrente
- Andy Nyman como Hermann van Pels
- Caroline Catz como Auguste van Pels
- Ian McElhinney como Johannes Kleiman
- Nicholas Burns como Victor Kugler
- Sally Messham	como Bep Voskuijl
- Liza Sadovy como Sra. Stoppelman
- Laurie Kynaston como Casmir
  - Noah Leggott como Casmir jovem
- Eleanor Tomlinson como Tess
- Rudi Goodman como Peter Van Pels
- Sebastian Armesto como Max Stoppelman
- Noah Taylor como Dr. Friedrich "Fritz" Pfeffer
- Sean Hart como Willem Arondéus
- Bill Milner como Tonny Ahlers
- Hanna van Vliet como Frieda Belinfante
- Preston Nyman como Kuno van der Horst

### Convidados
- Tom Stourton como Daniel van Dijk
- Vicki Pepperdine como Gerdi Lange
- Tyrone Huntley como Cantora
- Jim High como Bram Becker
- Ben Esler como Padre Dirksen
- Mohana Rajagopal como Sra. Reddy
- Dylan Edwards como Isaac Schwarz
- Sarah T. Cohen como Maya Schwarz
- Hannah Bristow como Betje
- Sarah Winter como Liesje
- Daniel Donskoy como  Karl Josef Silberbauer
- Victor McGuire como Willem Grootendorst
- Lisa Karlström como Charlotte Kaletta

## Lançamento
A Small Light estreou na National Geographic em 1 de maio de 2023. Foi lançado na Disney+ e Hulu em 2 de maio de 2023. Posteriormente, foi ao ar no Freeform em 6 de maio de 2023.

## Recepção
No Rotten Tomatoes, a série detém um índice de 100% de aprovação com uma nota média de 8,80/10, com base em 34 avaliações de críticos. O consenso dos críticos do site diz: "A performance cativante de Bel Powley brilha intensamente em A Small Light, um retrato sensível de heroísmo diante de uma tragédia abrangente". O Metacritic, que usa uma média ponderada, atribuiu uma pontuação de 83 de 100 com base em 16 avaliações, indicando "aclamação universal". 